# 奥里基战役
奥里基战役（葡萄牙語：Batalha de Ourique）是收复失地运动中的一次发生在今葡萄牙南部的战役。交战双方中，力图使葡萄牙摆脱莱昂王国的葡萄牙伯爵阿方索·恩里克斯率领的基督教军队在数量上处于严重劣势，但是穆斯林军队因为内部领导权的问题使实力大大削弱。最终1139年7月25日在葡萄牙南部奥里基，基督教军队以少胜多，战胜了穆斯林军队，并击毙了五位摩尔人泰法（诸侯王）。随即阿方索·恩里克斯在军队的支持下宣布为葡萄牙国王，即阿方索一世。
葡萄牙国徽的中间白盾上绘有五个呈十字状排列的小蓝盾。据说这五个小蓝盾即象征在此次战役中被击毙的五位摩尔人首领，但有观点认为当时葡萄牙君主使用的是白底蓝十字的战旗。